# Bruno Dreossi
Bruno Dreossi (Monfalcone, 11 de julho de 1964) é um ex-canoísta italiano especialista em provas de velocidade.

## Carreira
Foi vencedor da medalha de bronze em K-2 500 m em Barcelona 1992, junto com o colega de equipa Antonio Rossi.